# Oestrus ovis
Espèce
Oestrus ovis (l'œstre du mouton) est une espèce d'insectes diptères de la famille des Oestridae.
Les larves de cette mouche parasitent les cavités des sinus frontaux du mouton, provoquant l'œstridiose du mouton. Si l'hôte habituel est le mouton, elles peuvent parasiter également d'autres espèces de quadrupèdes domestiques (bovins, caprins, chevaux, chiens...) et même, de manière accidentelle, l'homme, qui peut souffrir de myiases sinusiales ou ophtalmiques,.